# Салтук-бей
Салтук-бей, Абуль-касым или Иззеддин Салтук I (тур. Ebü’l-Kāsım, Saltuk Bey, I. İzzeddin Saltuk; ум. 1102/03) — один из военачальников сельджукского султана Алп-Арслана. Салтук участвовал в битве при Манцикерте в 1071 году. После битвы Алп-Арслан послал его захватить окрестности Эрзурума и назначил его правителем захваченного региона. Так был основан бейлик Салтукогуллары, первый из туркменских бейликов в Анатолии.

## Имя
Имя Салтук не упоминается в современных Салтуку источниках. В надписях на сооружениях и на монетах династии имя указано как Салдук. В грузинских и армянских источниках оно встречается в виде Самук или Самух. Исламские хронисты в основном писали Салтук, Шалтук, Сандак, Садук. Эмир Сандак часто упоминается в нападениях на Византию. По мнению О. Турана, упомянутый полководец, скорее всего, является эмиром Салтуком. В Византии его называли «Самух» (Скилица). О. Туран писал: «Несомненно, это имя, которое принимало различные формы в армянских, византийских и арабских источниках, было Салтук». По словам Ф. Сюмера, «Салтук — это имя, образованное от глагола с корнем „сал“, что означает „уходить“, и с суффиксом „дук“ (1 лицо множественное число определённое прошедшее время). Салдук (Салтук) означает „мы отпустили“». По другим версиям или имя означает «немного хромой, прихрамываютщий, хромающий на одну ногу, некрепкий на ноги» (Н. Баскаков со ссылкой на В. Радлова) или происходит от корня «салт», имеющего значение «обычай, порядок», а с суффиксом «дук» приобретающий значение «соблюдающий порядок, обычаи» (Н. Баскаков).

## Биография
Салтук был одним из военачальников сельджукского султана Алп-Арслана. В 1054 «Самух» совершил набег на армян, проживавших в Восточной Анатолии, с армией в три тысячи человек и разрушил регион. В 1055/56 году он сжёг и разграбил город Окоми у горы Чиранис в Басеане. В 1070 году эмир «Сандак», посланный султаном Алп-Арсланом в Алеппо, полностью уничтожил там византийские войска. Согласно Ибн аль-Адиму, эмир «Сандак» разгромил 20-тысячный авангард византийской армии под Ахлатом перед битвой при Манцикерте, что сыграло роль в победе сельджуков над византийцами в битве.
Относительно участия Салтука в битве при Манцикерте существуют различные точки зрения. Хронисты Захиреддин Нишапури (ум. 1186; Салтук), аль-Бундари (ум. 1244; Сандак), Ибн аль-Адим (ум. 1262; Сандук, Сандак), Рашид ад-Дин (ум. 1318; Салтук) утверждали, что он участвовал в битве. Однако Абу-ль-Фарадж ибн аль-Джаузи (ум. 1200), Сибт ибн аль-Джаузи (ум. 1257), Садр ад-Дин Али ал-Хусайни (ум. 1225), Мирхонд (ум. 1498) не назвали его среди участников. Историки так же высказывали разные мнения по этому вопросу. Ф. Сюмер (Сандак, Салтук), М. Х. Йинанч(Салтук), А. Севим (Салтук) и К. Каэн (Салтук) считали, что Салтук участвовал в битве. О. Туран упомянул имя Салтука (Сандук, Самук, Салтук) среди участников битвы, но отметил, что подтвердить это сложно. И. Кафесоглу не упомянул Салтука среди участников битвы.
После битвы при Манцикерте Алп-Арслан послал одного из своих эмиров, чтобы захватить окрестности Эрзурума и назначил его правителем этого региона с правом передачи по наследству. Ибн аль-Асир (ум. 1233) назвал этого эмира Абу-ль-Касым. В надписях на замке Манцикерта и на Тепси Минаре так назван предок семьи Салтукогуллары. Ранее считалось, что название династии было связано с Иззеддином Салтуком II, правившим в 1132—1168 годах, однако была обнаружена книга под названием Китабюль-Инба, согласно которой семья называлась Салтукогуллары (Бени Салтук) с 1123 года. Это означает, что до Иззеддина Салтука должен был быть кто-то носящий имя Салтук. На основании этого О. Туран и Ф. Сюмер делали вывод, что Абуль-Касым — не имя, а прозвище Салтук-бея.
Других данных о жизни Салтука нет. Ибн аль-Асир сообщал, что в 1102/03 году главой бейлика был Али-бей, вероятно, Абу-ль-Касым скончался до этого.

## Семья
У Салтука было два сына:
- Али, правил бейликом в 1102/03-1123/24 годах,
- Зияэддин Гази, правил бейликом в 1123/24-1131/32 годах.

## Личность
Салтук-бей пользовался доверием Алп-Арслана. По словам турецкого историка А. Озаюдина, «тот факт, что Эрзурум и его окрестности были переданы эмиру Салтук-бею, показывает, что он занимал более важное положение, чем другие беи». Основанный им бейлик был первым в Анатолии, в него входили Эрзурум (столица), Байбурт, Кара-Хисар, Терджан, Испир, Олту, Манцикерт, и Карс.